# Gaultheria caespitosa
Gaultheria caespitosa là một loài thực vật có hoa trong họ Thạch nam. Loài này được Poepp. & Endl. mô tả khoa học đầu tiên năm 1836.